# Ермолинский сельский округ (Талдомский район)
Ермолинский сельский округ — упразднённая административно-территориальная единица, существовавшая на территории Талдомского района Московской области в 1994—2006 годах.
Ермолинский сельсовет был образован 14 июня 1954 года в составе Талдомского района Московской области путём объединения Апсаревского, Жизнеевского и Семягинского с/с.
21 мая 1959 года к Ермолинскому с/с были присоединены селения Бородино, Буртаки, Вороново, Горки и Терехово упразднённого Куниловского с/с.
1 февраля 1963 года Талдомский район был упразднён и Ермолинский с/с вошёл в Дмитровский сельский район. 11 января 1965 года Ермолинский с/с был возвращён в восстановленный Талдомский район.
30 мая 1978 года в Ермолинском с/с были упразднены селения Апсарево, Акулово, Горка, Губино и Захарьино.
23 июня 1988 года в Ермолинском с/с была упразднена деревня Михалево.
3 февраля 1994 года Ермолинский с/с был преобразован в Ермолинский сельский округ.
3 июня 2004 года к Ермолинскому с/о были присоединены Кошелевский и Николо-Кропоткинский с/о.
27 августа 2004 года в Ермолинском с/о посёлок Лесоучастка был преобразован в деревню.
В ходе муниципальной реформы 2004—2005 годов Ермолинский сельский округ прекратил своё существование как муниципальная единица. При этом все его населённые пункты были переданы в сельское поселение Ермолинское.
29 ноября 2006 года Ермолинский сельский округ исключён из учётных данных административно-территориальных и территориальных единиц Московской области.